# 洛兹诺耶农村居民点 (别尔哥罗德州)
洛兹诺耶农村居民点（俄语：Лозновское сельское поселение）是俄罗斯联邦别尔哥罗德州切尔尼扬卡区所属的一个农村居民点。其下辖有1个居民点，行政中心为洛兹诺耶。据2016年统计，该农村居民点的人口为555人。